# Cricotopus luciae
Cricotopus luciae är en tvåvingeart som beskrevs av Lesage 1980. Cricotopus luciae ingår i släktet Cricotopus och familjen fjädermyggor.
Artens utbredningsområde är Ontario. Inga underarter finns listade i Catalogue of Life.